# Madonna como un icono sexual

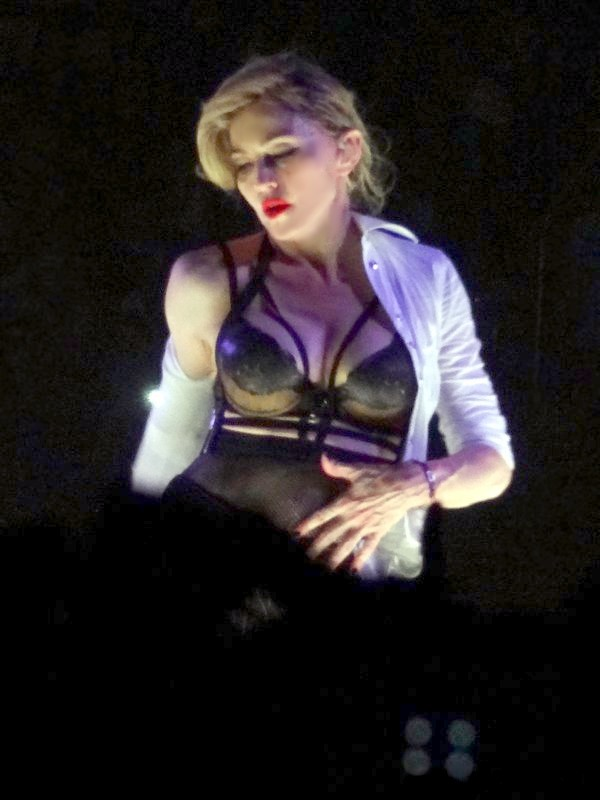
Madonna interpretando «Human Nature» en la gira The MDNA Tour (2012). Este tema lo escribió como una repuesta a quienes la criticaron por demostrar su sexualidad (especialmente del período 1990—1993).

Madonna es una artista y empresaria estadounidense considerada un icono y símbolo sexual a nivel mundial, con un punto álgido en las décadas de 1980 y 1990. También se le estima como un icono de la revolución, libertad y expresión sexual. Referida como la «Diosa del Sexo» y «Reina del Porno», Madonna ha dado origen a importantes estudios y análisis sobre los valores sexuales. La sexóloga Ana Fernández Alonso en el curso sobre la artista en la Universidad de Oviedo señaló que ella «es un importante icono para las mujeres y para la forma de entender la sexualidad humana en general y las relaciones sexuales en particular». Según El Mundo, ella es el «mito más sexy de la historia de la música».
Durante toda su obra profesional Madonna ha demostrado y mezclado su sexualidad, convirtiéndose en la primera mujer en la industria musical que lo hace con aceptación universal, frente a estrellas masculinas y bandas lideradas por hombres en la escena durante los años ochenta. Los autores de Queer Style (2013) apuntaron que «fue la primera mujer en hacerlo y con estilo, comercialidad y con aprobación». La editora estadounidense Janice Min comenta que, la cantante logró que la gente «pensara diferente sobre las intérpretes femeninas». También es la figura cultural femenina responsable en gran parte de cambiar la noción del sexo. Los expertos y la propia Madonna reconoce que ha utilizado la sexualidad para romper tabúes y estereotipos. Aunque también ha recibido críticas de utilizar el sexo para vender.
Su actitud y sus opiniones sobre el sexo la han convertido en titular en los principales medios de comunicación del planeta durante décadas, que de acuerdo con Chuck Klosterman en su libro Sex, Drugs, and Cocoa Puffs (2003) «el nombre más mencionado es Madonna, de todos los iconos sexuales de nuestra época». Karen Fredericks del periódico socialista Green Left Weekly en referencia dijo que «Madonna capta un enorme público general y ha tenido un impacto tal vez más sorprendente en los círculos progresistas». Muchos escritores coinciden que su libro Sex ayudó introducirla en la industria del porno, y le valió el título de «primer embajador cultural del S&M». Así, para los expertos es en gran parte responsable de borrar la línea entre la música y la pornografía.

## Contexto
Madonna es ampliamente considerada un icono y símbolo sexual. Ella se ha pronunciado muchas veces en cuanto a la libertad sexual y lo ha reflejado en su obra artística. Esta actitud que la artista ha tomado, ha sido desde los inicios de su carrera, cuando se formaba como bailarina y posaba desnuda para pagar sus estudios.
La propia Madonna dijo: «La sexualidad de mis vídeos, de mi música, es una sexualidad política. La utilizo para romper tabúes, para dar libertad de expresión a las mujeres. Vivimos en una sociedad fundamentada en la vergüenza y el malestar hacia nuestros sentimientos, sexo incluido. Yo no utilizo el sexo para vender, sino para demostrar algo». Cuando las revistas Playboy y Penthouse revelaron en 1985 fotos desnudas de ella antes de ser famosa, la artista pronunció que «la pornografía estaba en la mente del que se la imaginaba, no en las fotos». Durante la sesión fotográfica que protagonizó junto a Katy Perry en el 2014 para la revista V, Madonna reveló que su padre (Toni Ciccone) desaprobaba sus gestos sexuales en el escenario. Siempre solía decirle: «Papá, soy una artista, tengo que expresarme, tú no lo entiendes... La situación era como: ¿Tienes que simular que te masturbas? ¿De verdad tienes que hacerlo?' Sí papá, tengo que hacerlo».

## Análisis

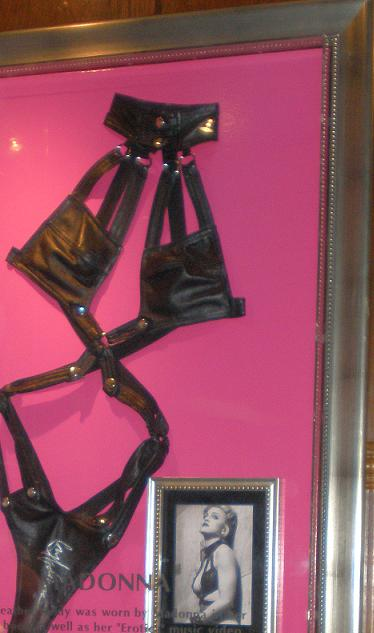
Bikini de cuero que Madonna utilizó tanto en Sex como en el vídeo de «Erotica» (1992) exhibida en el Hard Rock Cafe de París.

Courtney E. Smith en el libro Record Collecting for Girls (2011) anotó que la mayoría de la gente asocia a Madonna con el «sexo». Para el lanzamiento de su álbum Erotica, la revista Cromos señaló que el interés por el sexo desplazó a un segundo plano la música de Madonna.
Sonia Reverter Bañón de la Universitat Jaume I, explica que su sexualidad va ligada a su imagen. Dijo que «los constantes cambios de imagen de Madonna, han sido constantemente reivindicados por ella como una afirmación del poder y la sexualidad femenina; una sexualidad que pertenece a una identidad de naturaleza cambiante y voluntaria». También comparó los argumentos de Judith Butler sobre «la capacidad transformativa que el sujeto tiene sobre su propia sexualidad e identidad» que tienen como punto de conexión «los cambios de imagen de Madonna; estaría precisamente en la desnormativación a través del cuerpo». En su estilismo, la cantante ha incurrido a símbolos religiosos. Al respecto, los académicos de la Escuela Europea de Administración y Tecnología consideraron que «se convirtió en una de las primeras artistas del mundo en manipular la yuxtaposición de temas sexuales y religiosos».
Hay expertos que han notado la utilización del sexo por Madonna como un producto de mercadeo. Por ejemplo, el sexólogo Iván Rotella en la Universidad de Oviedo señala que «utiliza el sexo como objeto de consumo a la hora de vender, pero también para provocar, hacer reflexionar y de esta manera sacudir los estereotipos de la sociedad». De manera similar, la autora María Claudia André explica que «Madonna como icono popular, acentúa sus atributos físicos y su sexualidad con el fin de deconstruir tabúes y construcciones patriarcales de género».
Algunos autores observaron que su libro Sex ayudó introducir a Madonna en la industria del porno, y le valió el título de «primer embajador cultural del S&M». Steve Bachmann en su libro Sex: Aesthetic Representations of Erotic Activity redactó que «quizás uno de los aspectos más interesantes del fenómeno sexual de Madonna es el grado en que su libro marcó un nuevo umbral en la franquicia pornográfica». El novelista británico, Martin Amis dijo lo siguiente:

Madonna ha incluido a la pornografía en su singular arsenal de armamento cultural, porque ella entiende a la perfección su aspecto industrial y moderno. Los elementos de la cultura pop que ella se las ha arreglado para fundir, pueden parecer azarosos e indiscriminados. Pero de hecho, podrían haber sido ensamblados por la computadora de una megacorporación: pornografía, religión, multietnicismo, transexualidad, kitsch, camp, poder mundial y mundano, autoparodia y reinvención constante.

Otro de los puntos que los autores han señalado, son las composiciones de la artista. Por ejemplo, la sexóloga Ana Fernández Alonso para el curso sobre la artista impartido en la Universidad de Oviedo destaca que «es sobre sexo, sexualidad y de erótica de lo que hablan las letras de sus canciones [...] Y también de amatoria, siendo todos estos campos conceptuales del hecho sexual humano».

## Críticas

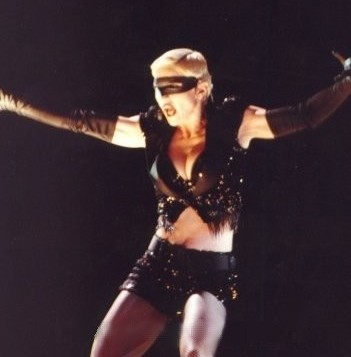
Madonna en gira durante 1993. Una etapa muy «sexualizada» de la artista.

Según el crítico musical Óscar Sarquiz, Madonna es una cantante pornográfica de rock. Se le ha apodado de diversas maneras, incluyendo la «Reina de la obscenidad» y de la controversia.
Durante su carrera, Madonna ha realizado varias obras provocativas con las que ha atraído críticas severas. Tal vez, su libro Sex sea lo más notorio en este aspecto, considerado por muchos como el período más polémico y transgresor de la artista. A Sex se le suma el disco Erotica y la película El Cuerpo del Delito. La revista Semana comentó que el libro resultó ser tan pornográfico que sólo seis fotografías fueron publicadas por la prensa mundial. El medio también comentó que la cantante «ha hecho del sexo una rentable mercancía a escala mundial, tanto en su música como en sus vídeos o sus actuaciones en directo». Dijeron que «ninguna celebridad se había atrevido a identificarse tan abiertamente con el exhibicionismo y las prácticas homosexuales o sadomasoquistas. Ella ha sido la primera».
Sus actuaciones en directo a menudo son objetos de críticas por parte de conservadores morales y religiones de todas partes del mundo, incluidas el catolicismo e hinduismo por contener un mensaje sexual. Por ejemplo, el Vaticano condenó una presentación del Blond Ambition World Tour por su alto contenido sexual al simular una masturbación. Chrissy Iley de The Sunday Times comentó que la intérprete «ha dejado de ser una pionera de la liberación sexual para convertirse en una vendedora de fantasías sexuales de "pacotilla"». Por su parte, Fietta Jarque de El País a inicios de la década de 1990, expresó que «a estas alturas a nadie le importa ya demasiado si Madonna está vestida o desnuda. Como símbolo sexual le falta una dosis de vulnerabilidad».
Otra de las críticas que ha recibido en contra de su posición como un símbolo sexual es su edad. En defensa, el periódico mexicano El Informador en una nota del 2015, dijo que «aunque [Madonna] se aproxima a los 60 años sigue siendo un símbolo sexual y un referente de belleza tanto para el público femenino como para el masculino». Sergio del Amo, editor de Jenesaispop alabó el hecho de que, a pesar de recibir críticas y estar aparentemente sola, está abriendo camino entre las artistas más veteranas y en un futuro para las actuales.

## Legado
A menudo, su actitud y opiniones sobre el sexo la han convertido en titular en los principales medios de comunicación del planeta durante décadas. Peru Egurbide de El País comenta que Madonna «resulta contundente a la hora de expresar sus opiniones». Chuck Klosterman en su libro Sex, Drugs, and Cocoa Puffs (2003) escribió que «cada vez que oigo a intelectuales hablar sobre iconos sexuales de nuestros días, el nombre más mencionado es Madonna». Karen Fredericks del periódico socialista Green Left Weekly en referencia con la actitud sexual de la cantante, dijo que «capta un enorme público general» y «ha tenido un impacto tal vez más sorprendente en los círculos progresistas», destacó.
Madonna es la primera mujer en la industria musical en presentar su sexualidad con éxito, frente a su década debut en los años 1980 dominada por bandas y solistas masculinos. En este punto, Óscar García Blesa de Efe Eme destacó que con su álbum Like a Virgin, «la artista afirmó su sexualidad como solo le estaba permitido a las estrellas masculinas hasta ese momento». Seguido de esto, encontramos las opiniones de Adam Geczy y Vicki Karaminas en Queer Style (2013), quienes señalaron que la intérprete «se ha metamorfoseado de virgen para dominatrix a ÜberFran a la vez que logra su estatus de icono». Añadieron que «fue la primera mujer en hacerlo y con estilo, comercialidad y con aprobación».
Para más de algún autor, ella es de las mujeres que han ayudado a cambiar la concepción del sexo en la sociedad contemporánea. La sexóloga Ana Fernández Alonso en el curso sobre ella en la Universidad de Oviedo, destacó que «es un importante icono para las mujeres y también para entender la sexualidad humana en general, además de las relaciones sexuales en particular. Establece una clara diferenciación entre conducta y fantasía». De acuerdo a Pilar Ángel de Terra Networks, la cantante revolucionó la sexualidad con su forma de vestir.
La editora estadounidense Janice Min escribió que «mucho antes de Sex and the City, Madonna [era] dueña de su sexualidad. Ella no solo hizo que la gente se estremeciera, sino también que pensara diferente acerca de las intérpretes femeninas. Su papel como un provocadora cambió los límites de las generaciones siguientes. Ella era un reality show de una sola mujer». Así como Min, Shmuel Boteach autor de Hating Women (2005) consideró que ella fue en gran parte responsable de borrar la línea entre la música y la pornografía. Boteach declaró: «Antes de Madonna, era posible que las mujeres fueran más famosas por sus voces que por su escote a surgir como superestrellas de la música, pero en el universo post-Madonna, incluso artistas muy originales tales como Janet Jackson ahora sienten la presión para exponer sus cuerpos en la televisión nacional para vender discos».
Sara Marcus del sitio Salon.com comenta que «Madonna trajo cambios a la cultura estadounidense y expresó que la reveladora difusión de la libertad sexual de Middle America ha cambiado este país para bien. Y esto no es noticia vieja... todavía lo estamos viviendo, como podemos ver en todo, desde la ubicuidad de las estrellas del pop a la carrera de Rihanna». Marcus termina diciendo que la intérprete «rehízo la cultura estadounidense». Laura Flores, sexóloga de la Universidad de Guadalajara dijo que «sin duda es un ejemplo estético que muchas otras mujeres de la cultura occidental quieren alcanzar».
De acuerdo con los académicos, su libro Sex influenció de una manera enorme en la década de 1990 la cultura sexual y política porque rompió muchos tabúes. También se le ha citado de abrir las puertas para el futuro ascendente del hip-hop y el enfoque a las relaciones sexuales con su música. The Times declaró: «Madonna, guste o no, inició una revolución entre las mujeres en la música... su actitud y opiniones sobre el sexo, la desnudez, estilo y la sexualidad obligaron al público a sentarse y tomar nota». La poeta y editora Rosemary Sullivan expresó lo siguiente:

La insistencia de Madonna en controlar su sexualidad es una lección muy importante. Lo que hay que aprender es que si una juega estos juegos, debe negarse a ser tratada como un objeto, a reducirse a ser un objeto sexual. Pocas son las mujeres que realmente saben hasta qué punto los hombres las tratan como un objeto; la mayoría, ciertamente, es incapaz de devolver el favor.

El beso que protagonizaron Britney Spears, Christina Aguilera y Madonna en la gala de los MTV Video Music Awards de 2003 dio origen, según varios expertos, a una tendencia entre las celebridades de Hollywood llamada «flexisexual»; a veces denominada heteroflexibilidad y practicada especialmente por las mujeres. Las profesoras Cheris Kramarae y Dale Spender escribieron en el libro Routledge International Encyclopedia of Women (2004), que la sexualidad de la cantante hizo que muchas estrellas pop femeninas se sintieran obligadas a emularla. De esta manera, varios historiadores y académicos han notado la influencia de Madonna en artistas y celebridades en estos contextos, como lo son Miley Cyrus, Ariana Grande, Lady Gaga y  Rihanna  por nombrar algunos ejemplos.

### Complementaria
- Masó, Joana (2008). Escrituras de la sexualidad. Icaria Editorial. ISBN 849888036X.